# Adam Michał Rzewuski
Adam Michał Rzewuski Beydo herbu Krzywda (zm. 1717) – kasztelan podlaski w latach 1710–1717, starosta wiszeński, starosta wiski w 1701 roku, konsyliarz ziemi lwowskiej w konfederacji sandomierskiej 1704 roku, sędzia kapturowy ziemi lwowskiej w 1696 roku.
Syn Michała Floriana, ojciec Michała Józefa.
Poseł na sejm 1688 roku z województwa podolskiego. 
Był elektorem Augusta II Mocnego z ziemi lwowskiej i przemyskiej w 1697 roku, jako deputat z województwa podolskiego podpisał jego pacta conventa. Poseł na sejm 1701 roku i sejm z limity 1701-1702 roku z województwa podolskiego. 